# Cronologia da história LGBT
Está página é um índice cronológico de fatos marcantes relacionados aos direitos das pessoas LGBT nos últimos séculos.

## 12000 a.C.
- Os registros arqueológicos mais antigos apontam para 12.000 AC na Era Paleolítica onde algumas pinturas de caverna e centenas de "batons" fálicos foram encontrados na caverna de Gorge d'Enfer[1] em Dordonha na França. Entre os exemplares encontrados destaca-se um dildo duplo supostamente utilizado para em relações sexuais entre mulheres.

## 5000 a.C.
- Outros registros arqueológicos apontam para 5000 AC na Era Mesolítica, onde o homoerotismo está representado em uma rocha encontrada em Addara[carece de fontes?] na Sicília. Nessa inscrição em rocha, homens e mulheres dançam ao redor de duas figuras masculinas com ereção. Supõe-se que esse registro represente uma relação homoerótica.[2]

## Século XXVIII a.C.
- Em registros que apontam para o século XXVIII a.C. (2800 a.C., mas também citado em outros artigos com data de 2500 a.C.), um poeta desconhecido escreve a mais antiga epopeia preservada pela história, a Epopeia de Gilgamesh. A epopeia inclui a primeira história de amor homoerótico retratada pelos personagens Gilgamesh e Enkidu[3][4][5]

## Século XXVI a.C..
- No século XXVI a.C. (2600 a.C.), na tumba do faraó Raturés na 5ª dinastia do Reino Antigo, os cabeleireiros e manicures da grande casa, Nyankh Khnom e Khom Hotep,[6][7] foram retratados numa pintura onde insinua-se um beijo homossexual entre homens. Segundo estudiosos da história do Egito há de se considerar que o beijo entre homens não têm, necessariamente, uma conotação homoerótica, sendo muitas vezes manifestados como uma relação de amizade em várias civilizações até os dias atuais, porém como aparecem representados como casal e com descendentes ao fundo (sem falar na atipicidade do beijo entre amigos em outros murais), acabam por gerar fortes indícios de divergência sexual.[8]

## Século XX a.C.
- A civilização Mochica da região dos Andes na América do Sul retratava a penetração per annum em 3% da coleção das cerâmicas coletadas pela Família Larco, com datação estimada em 1000 a.C..[2][9] Há informações, também, de que várias esculturas em Ouro das civilizações pré-coloniais dos Andes que representavam a prática do homoerotismo foram derretidas com a chegada dos espanhóis no continente.[10]

## Século VII a.C.
- 630 A.c. - Aristocratas Dorianos da Grécia antiga assumem relações pederastas formais entre adultos nobres e homens adolescentes com o objetivo de educar a população e conter o crescimento populacional[carece de fontes?].

Os registros mais conhecidos da homossexualidade foram resgatados da história da Grécia e Esparta. Durante os séculos VII a.C. a VI a.C. a Grécia Antiga vivenciou grandes fatos históricos, representados através de sua arte onde a homossexualidade é abordada. Nesse período, o poeta Álcman escreveu um coro às virgens onde muitos historiadores acreditam haver uma simbologia de homoerotismo entre mulheres; a poetisa Safo da Ilha de Lesbos, que alguns historiadores consideram como bissexual, escreve vários poemas que alcançam tanto homens como mulheres. Segundo o historiador grego Plutarco, Sólon, homem de estado, legislador e poeta lírico de Atenas mantinha relações homossexuais com Pisístrato. A homossexualidade também teve registros históricos reconhecidos de afeição e convivência nesse período.
As relações pederastas se espalharam pela Grécia antiga, influenciando os esportes, a literatura, a política, a filosofia, as artes e a comunidade, causando, segundo alguns estudiosos, um grande florescimento cultural; também é considerara a valorização da beleza muscular e a nudez atlética nesse período, gerando obras de arte clássicas com alto grau de perfeição que influenciariam até o Renascimento, a exemplo da obra de Michelangelo (que por sua vez influenciaria as visões eugênicas na busca por um ideal de suprassumo, do humano perfeito, e por mera resultante uma boa semente na geração de uma tribo e etnos acima da média em proporção de bem nascidos e constituídos com impactos positivos para todas as áreas da civilização avançada e clássica).

## séc. VI a.C
- 600 a.C. - O termo lésbica (Lesbos) é usado pela primeira vez.[13] Ver etimologia da palavra "lésbica".

## séc. I a.C.
- 45 a.C. a 140 d.C - Os textos do Antigo Testamento redigidos por diversos autores desconhecidos no período entre 45 a.C. e 140 d.C. e que são a origem da Bíblia e da Bíblia Hebraica, citam a homossexualidade em suas escrituras.[14] Entre os registros do antigo testamento, são reconhecidos os textos que consideram a homossexualidade como uma abominação (toeba), no caso a Lei da Santidade (Lv 18:22 e 20:13), originária dos cinco livros do Pentateuco que estipula a pena capital para ambos os culpados. No entanto, é apenas uma interpretação livre baseada na passagem referente a Sodoma, que condena a violação de estrangeiros por alguns habitantes locais. Outros registros do Antigo Testamento podem sugerir uma relação homo erótica, entre eles os casos de 'Davi e Jônatas', 'Isaque gostava de Esaú', em Gn 25:28 e 'Saul afeiçoou-se a Davi', em I Sm 16:21; contudo a opinião dos estudiosos sobre o assunto é que essas passagens expressam apenas uma relação de amizade entre eles.[15]

## séc. I d.C
- 54 d.C. - Nero torna-se imperador de Roma. Nero casou dois homens através de uma cerimônia legal com ao menos uma esposa concordando com as mesmas cerimônias de um César. Essa interpretação é alvo de críticas de estudiosos sobre o assunto.

## séc. XIII
- O artigo 48 do Código de Gengis Cã indicava que a pena de morte para os homens que tivessem cometido sodomia.[16][17]

## séc. XVI
- 1553 - Portugal criminaliza a sodomia através da instalação da Inquisição e de mudanças no Código Penal de Portugal. A criminalização da sodomia é estendida às colônias de Portugal.[18] As Ordenações Afonsinas declaram que a sodomia é o mais torpe, sujo e desonesto pecado ante Deus e o mundo, impondo ao infrator que seja queimado até virar pó, para que não reste memória de seu corpo e sepultura.[19]

- 1533 - Rei Henrique VIII, Inglaterra proclama todas as atividades sexuais não-reprodutivas como crime. Além da proibição de relações homossexuais, também foram proibidas a masturbação, o sexo anal e o sexo oral. A criminalização das relações "não naturais" foi introduzida através do "Buggery Act" de 1533. Há interpretações de que o "Buggery Act" não se aplicaria a relações homossexuais, contudo houve várias punições nesse sentido.[20]

## séc XVIII
- 1791 - França descriminaliza a pederastia, termo utilizado para as relações homossexuais na França.[21]

## séc. XIX
- 1807- John Church, (1780-1835) é ordenado clérigo e torna-se, segundo alguns historiadores, o primeiro reverendo na Inglaterra a celebrar cerimônias de casamentos entre pessoas do mesmo sexo. Foi condenado à prisão, dez anos após, por crime de sodomia.
- 1813 - Estado da Baviera, na Alemanha, descriminaliza a prática homossexual entre homens.
- 1830 - Brasil descriminaliza a sodomia nas relações sexuais, inclusive entre homens. Todas as referências à sodomia foram removidas com a introdução do novo Código Penal do Império do Brasil, assinada por Dom Pedro I.[22]
- 1860 - Índia (e Paquistão), então colônia da Inglaterra, criminalizam a homossexualidade através da Seção 377 do Código Penal Indiano
- 1867 - o jurista alemão Karl-Heinrich Ulrichs(1805-1825) é demitido em função de sua homossexualidade e, então, começa sua vida como uns dos primeiros ativistas políticos em prol dos direitos dos homossexuais.
- 1871 - Alemanha criminaliza a homossexualidade através do Parágrafo 175 do Código Criminal.
- 1897 - Magnus Hirschfeld, médico alemão e homossexual assumido, funda junto com Eduard Oberg, Max Spohr e Franz Josef von Bülow, o Wissenschaftlich-humanitäres Komitee ("Comité Científico-Humanitário") cujo objectivo era defender os direitos dos homossexuais e revogar o parágrafo 175 da lei alemã, que penalizava as relações homossexuais. Lançara um ano antes um panfleto intitulado Sappho und Sokrates oder Wie erklärt sich die Liebe der Männer und Frauen zu Personen des eigenen Geschlechts? (Safo e Sócrates ou como explicar o amor de homens e mulheres por pessoas do seu mesmo sexo?) objetivando explicar cientificamente a homossexualidade como algo natural.

## 1900-1909
- 1906 - A condessa brasileira Dina Alma de Paradeda envenena-se em Breslau, e um médico revela que seu corpo tinha um pênis, causando sensação na mídia. De Paradeda se torna uma das primeiras mulheres transgênero conhecidas pelo nome em toda a Europa Central. Sua história é frequentemente lembrada posteriormente por Magnus Hirschfeld em suas pesquisas e trabalhos.[23]
- 1907 - Adolf Brand, líder ativista do Gemeinschaft der Eigenen, tentando reverter o Parágrafo 175, publica uma obra onde afirma que o chanceler imperial da Alemanha, o príncipe Bernhard von Bülow, seria homossexual.  Brand é condenado a dezoito meses de prisão.

## 1910-1919
- 1919 - Em Berlim, Alemanha, o Dr. Magnus Hirschfeld cofundou o Institut für Sexualwissenschaft, um instituto de pesquisa privado pioneiro e escritório de aconselhamento. Sua biblioteca de milhares de livros foi destruída pelos nazistas em maio de 1933.[24][25][26]

## 1920-1929
- Em 1922 foi aprovado o primeiro Código Penal da República Socialista Federativa Soviética da Rússia, a homossexualidade ou a “sodomia”, como era chamada, foi descriminalizada.
- 16 de outubro de 1929 - Um Comitê Reichstag vota para cancelar o Parágrafo 175. A chegada ao poder pelos nazistas impede que a decisão entre em vigor.

## 1930-1939
- 1933 - Dinamarca descriminaliza a homossexualidade.
- 1936 - A Secção 121 do código da URSS criminaliza o sexo anal entre homens
- 1937 - O triângulo rosa é usado pela primeira vez nos campos de concentração nazistas.

## 1940-1949
- 1945 - Após a libertação dos presos dos campos de concentração pelas forças aliadas, os homossexuais lá internados não são libertados, mas obrigados a cumprir pena de acordo com as sentenças proferidas a partir do Parágrafo 175.

## 1950-1959
- 1950 - Alemanha Oriental reverte parcialmente as emendas feitas pelos nazistas no Parágrafo 175.
- 1951 - Bulgária, Grécia e Jordânia descriminalizam a prática homossexual.
- 1954 - Portugal reforma seu Código Penal de 1886 e criminaliza, nos artigos 70º e 71º, os "vícios contra a natureza", tanto para Portugal como para todas as suas colônias.
- 1954 - Alan Turing, matemático britânico, comete suicídio devido a depressão causada pelo tratamento legalmente forçado contra sua assumida homossexualidade, uma terapia à base de estrogênio visando castração química, que tem como efeito colateral o desenvolvimento de seios.
- 1954 - Derrick Sherwin Bailey publica The Problem of Homosexuality na Inglaterra, um trabalho produzido por ele juntamente com um pequeno grupo de clérigos anglicanos e de médicos, comissionado pela Igreja da Inglaterra. Esta obra subsequentemente serviu de instrumento moderador fundamental na reavaliação dos posicionamentos teológicos da igreja sobre a homossexualidade; abrindo o caminho para o importante relatório Wolfenden Report que seria publicado três anos depois.
- 1957 é publicado o Wolfenden Report, também na Inglaterra, um relatório progressivista que dentro de uma década viria a se tornar peça-chave na descriminalização da homossexualidade tanto na Inglaterra como no País de Gales (o que mais tarde viria a influenciar inovações legislativas em outros países do Reino Unido e além).
- 1957 - África do Sul criminaliza qualquer acto erótico entre dois homens na presença de outras pessoas. Nessa altura, as leis contra Sodomia herdadas do Reino Unido já eram especificamente definidas como sexo oral ou anal entre homens.

## 1960-1969
- 01 de janeiro de 1961 - A Hungria descriminaliza a homossexualidade.
- 01 de janeiro de 1962 - Illinois é o primeiro estado dos Estados Unidos a remover a proibição de práticas sexuais não reprodutivas de seu código criminal.
- 01 de janeiro de 1962- A antiga Checoslováquia descriminaliza a homossexualidade.
- 27 de julho de 1967- A Inglaterra e o País de Gales descriminaliza a homossexualidade.
- 01 de maio de 1968- A Bulgária descriminaliza a homossexualidade
- 1968 - Alemanha Oriental diminui o poder do Parágrafo 175.
- 27 de junho de 1969- O Canadá descriminaliza a homossexualidade.
- 28 de junho de 1969 - Os clientes do bar Stonewall Inn, em Nova Iorque, envolvem-se em confrontos com a polícia, em resposta a atos de intimidação. É considerado o ponto de partida do moderno movimento LGBT pelos direitos dos homossexuais.
- 01 de setembro 1969 - Alemanha Ocidental diminui o poder do Parágrafo 175.

## 1970-1979
- 16 de agosto de 1971- A Áustria descriminaliza a homossexualidade.
- 01 de outubro de 1971- Connecticut torna-se o segundo estado dos Estados Unidos a descriminalizar a homossexualidade.
- 1971- A Finlândia descriminaliza a homossexualidade.
- 21 de abril de 1972 - A Noruega descriminaliza a homossexualidade.
- 01 de janeiro de 1973- Delaware e Havaí descriminalizam a homossexualidade.
- 29 de janeiro de 1973- Malta descriminaliza a homossexualidade.
- 15 de Dezembro de 1973 - A direção da Associação Americana de Psiquiatria (American Psychiatric Association, APA) procede a uma votação no sentido de suprimir a homossexualidade da lista de doenças mentais. Treze dos quinze membros da direção pronunciam-se favoravelmente. A decisão será contestada por muitos psiquiatras, que exigem a sua anulação ou a realização de um referendo.
- Abril de 1974 - Um referendo interno promovido pela Associação Americana de Psiquiatria aprova com 58% dos votos a decisão da direção em retirar a homossexualidade da lista de doenças mentais tomada no ano anterior.
- 20 de junho de 1975- O Novo México descriminaliza a homossexualidade.
- 20 de março de 1976- O Bahrein descriminaliza a homossexualidade.
- 01 de maio de 1976- O Maine descriminaliza a homossexualidade.
- 01 de julho de 1976- O estado de Washington descriminaliza a homossexualidade.
- 01 de julho de 1977- Croácia, Eslovénia e Montenegro descriminalizam a homossexualidade.
- 01 de janeiro de 1978- Iowa descriminaliza a homossexualidade.
- 1978- Guam descriminaliza a homossexualidade.
- 1979- Cuba e Espanha descriminalizam a homossexualidade.

## 1980-1989
- 1980- O Alasca descriminaliza a homossexualidade.
- 1 de fevereiro de 1981- A Escócia descriminaliza a homossexualidade.
- 1981- A Noruega proíbe a discriminação com base na orientação sexual.
- 4 de agosto de 1982- A França iguala a idade de consentimento.
- 23 de setembro de 1982 - Portugal descriminaliza a homossexualidade.
- 8 de dezembro de 1982- A Irlanda do Norte descriminaliza a homossexualidade.
- 1982 - Nos Estados Unidos, o estado de Wisconsin torna-se o primeiro do país a proibir discriminação contra homossexuais.
- 8 de agosto de 1986- A Nova Zelândia descriminaliza a homossexualidade.
- 1988 - Israel descriminaliza a homossexualidade.
- 01 de outubro de 1989 - Dinamarca institui uniões civis homossexuais que garantem os mesmos direitos presentes no casamento entre pessoas de sexo diferente.
- 1989- O Liechtenstein e as Ilhas Falklands descriminalizam a homossexualidade.

## 1990-1999
- 1991 - Hong Kong, as Bahamas e a Ucrânia descriminalizam a homossexualidade.
- 1992 - A Organização Mundial da Saúde deixa de considerar a homossexualidade como doença.
- 1993 - Rússia revogada o artigo 121º do Código Penal, que criminalizava o sexo anal entre homens.
- 1994 - Alemanha descriminaliza relacionamentos sexuais entre homens, cancelando o Parágrafo 175.
- 1995 - A Associação Japonesa de Psiquiatria deixa de considerar a homossexualidade como distúrbio mental.
- 1995 - Os Talibãs tomam o poder no Afeganistão e criminalizam qualquer sexo fora do casamento, sendo vários homens executados por esta razão.

## 2000-2009
- 15 de fevereiro de 2000- A Geórgia descriminaliza a homossexualidade.
- 01 de setembro de 2000- O Azerbaijão descriminaliza a homossexualidade.
- 2001 - Portugal institui a união civil para casais homossexuais, que vivem há mais de dois anos juntos (conhecida em Portugal como União de Facto).
- 01 de abril de 2001 - Países Baixos legalizam o casamento civil entre pessoas do mesmo sexo, tornando-se o primeiro país a fazê-lo.
- 2001 - A Associação Chinesa de Psiquiatria deixa de considerar a homossexualidade como um distúrbio mental.
- 18 de abril de 2003- A Arménia descriminaliza o sexo anal entre homens (lei herdada da URSS)
- 01 de junho de 2003 - Bélgica legaliza o casamento civil entre pessoas do mesmo sexo.
- 26 de junho de 2003 - A Suprema Corte dos Estados Unidos descriminaliza o sexo gay em todos os estados americanos no julgamento Lawrence v Texas.
- 17 de maio de 2004 - Nos Estados Unidos, o estado do Massachusetts torna-se o primeiro do país a permitir o casamento civil entre pessoas do mesmo sexo.
- 1 de Julho de 2004 - Cabo Verde deixa de criminalizar a homossexualidade com a adopção do novo código penal.[27]
- Dezembro de 2004 - Nova Zelândia institui união civil para casais constituídos por pessoas do mesmo sexo.
- 5 de Junho de 2005 - Suíça aprova em referendo nacional lei que institui uniões de facto entre homossexuais, com 58% de votos a favor. A legislação não permite a adopção de crianças ou a possibilidade de recorrer a técnicas de procriação medicamente assistida.
- Junho de 2005 - Câmara Baixa do Parlamento do Canadá vota a favor do projecto de lei que legaliza o casamento civil entre pessoas do mesmo sexo em todo o país. Em Julho, o projecto é ratificado pelo Senado.
- Junho de 2005 - Congresso espanhol aprova lei que abre o casamento civil a casais constituídos por pessoas do mesmo sexo, bem como a possibilidade de adopção de crianças.
- 1 de Dezembro de 2005 - O Tribunal Constitucional da África do Sul declara que é inconstitucional negar o casamento a casais constituídos por pessoas do mesmo sexo e ordena o Parlamento a alterar a lei no prazo de um ano no sentido de permitir o casamento entre pessoas do mesmo sexo.
- 2 de Dezembro de 2005 - O Parlamento belga vota na sua maioria a favor de um projecto de lei que permite a adopção de crianças por casais constituídos por pessoas do mesmo sexo.
- Dezembro de 2005 - Celebram-se as primeiras uniões civis homossexuais no Reino Unido, na sequência de legislação aprovada em 2004.
- 30 de novembro de 2006- A África do Sul legaliza o casamento entre pessoas do mesmo sexo
- Dezembro de 2006 - Portugal reconhece casais do mesmo sexo para efeitos de obtenção de nacionalidade (em União de Facto com cidadão português) e assistência a funcionários do estado (ADSE).
- 15 de Setembro de 2007 - Portugal passa a ter a mesma Idade de consentimento para actos entre pessoas do mesmo sexo e do sexo oposto, passando o abuso sexual de menores a ser neutro em termos de orientação sexual. Os casais homossexuais, para efeitos do Código Penal, passam a ser equiparados aos casais heterossexuais (incluindo casados). O homicídio por orientação sexual passa a ser categorizado como Homicídio qualificado e passa a ser punível quem fundar organização ou desenvolver actividades de propaganda organizada que incitem à discriminação ou quem incitar à discriminação por orientação sexual.
- 25 de Setembro de 2007 - O presidente do Irã, Mahmoud Ahmadinejad, em palestra na Universidade de Columbia, nega a existência de homossexuais no seus país.[28] Em 1º de agosto de 2007 cinco homens foram executados numa praça em Mashad por adultério e sexo homossexual.[29]
- 28 de Novembro de 2007 - Brasil - Convocada a "I Conferência Nacional de Gays, Lésbicas, Bissexuais, Travestis e Transexuais" que aconteceu entre 8 e 11 de maio de 2008 em Brasília.[30]
- 12 de dezembro de 2007 - Brasil - A presidente do supremo Tribunal Federal decide que o Sistema Único de Saúde - SUS não é obrigado a fazer cirurgia de mudança de sexo.[31]
- 12 de fevereiro de 2008- Israel legaliza a parentalidade homoafetiva.
- 29 de julho de 2008 - Panamá - O presidente Martín Torrijos revoga o Artigo 12 do Decreto Nº 149 de 1949 que estabelecia uma pena de três meses a um ano de prisão ou multa para quem praticasse a sodomia.[32]
- 1 de janeiro de 2009- A Noruega legaliza o casamento entre pessoas do mesmo sexo.
- 1 de maio de 2009 - A Suécia legaliza o matrimônio entre pessoas do mesmo sexo.[33]
- Julho de 2009 - A Alta Corte da capital da Índia, Nova Déli, anula a Seção 377 do Código Penal Indiano que previa penalidades de até 10 anos de prisão para quem mantivesse uma relação homossexual.[34][35]

## 2010-2019
- 15 de julho de 2010 - Argentina - O Senado da Argentina aprova a lei que autoriza o matrimônio entre pessoas do mesmo sexo no país. A Argentina torna-se o décimo país no mundo e o primeiro país da América Latina a aceitar o casamento de pessoas do mesmo sexo.[36]

- 15 de Março de 2011 - Portugal - Foi publicada a lei Nº7/2011 que simplifica o processo de mudança de nome e sexo legal. O processo passa a ser administrativo e passa a ser requerido fundamentalmente um "relatório que comprove o diagnóstico de perturbação de identidade de género, também designada como transexualidade, elaborado por equipa clínica multidisciplinar de sexologia clínica em estabelecimento de saúde público ou privado, nacional ou estrangeiro."[37]

- 5 de Maio de 2011 - Brasil - O Supremo Tribunal Federal (STF) reconheceu, por unanimidade, a união estável entre casais do mesmo sexo como entidade familiar. Com isso, homossexuais podem ter os mesmos direitos previstos na lei 9.278/1996, a lei de união estável, que considera como entidade familiar “a convivência duradoura, pública e contínua”.[38]
- 10 de abril de 2013 - O parlamento do Uruguai aprova a legalização do casamento entre pessoas do mesmo sexo, tornando-se o segundo país da América Latina a fazê-lo.[39]
- 26 de Junho de 2015 - Estados Unidos - A Suprema Corte dos Estados Unidos da América legalizou o casamento entre pessoas do mesmo sexo em todo o país. Os 13 estados que ainda proibiam não podem mais barrar os casamentos entre homossexuais, que passam a ser legalizados em todos os 50 estados americanos. [40]
- 30 de junho de 2015- Moçambique descriminaliza a homossexualidade. [41]
- 8 de abril de 2016 - A Suprema Corte da Colômbia legaliza o casamento entre pessoas do mesmo sexo.[42]
- 18 de maio de 2016- As Seicheles descriminalizam a homossexualidade. [43]
- 28 de maio de 2016- Nauru descriminaliza a homossexualidade. [44]
- 10 de agosto de 2016- Belize descriminaliza a homossexualidade. [45]
- 12 de abril de 2018- Trinidad e Tobago descriminaliza a homossexualidade. [46]
- 6 de setembro de 2018 - A Suprema Corte da Índia descriminaliza de fato a homossexualidade.[47]
- 24 de janeiro de 2019- A Angola descriminaliza a homossexualidade. [48]
- 11 de junho de 2019- O Botsuana descriminaliza a homossexualidade. [49]
- 12 de junho de 2019 - A Suprema Corte do Equador legaliza o casamento entre pessoas do mesmo sexo. [50]

## 2020-2029
- 26 de maio de 2020- A Suprema Corte da Costa Rica legaliza o casamento entre pessoas do mesmo sexo. [51]
- 29 de junho de 2020- O Gabão descriminaliza a homossexualidade. [52]
- 17 de fevereiro de 2021- O Butão descriminaliza a homossexualidade.
- 14 de fevereiro de 2022- Israel proíbe a terapia de conversão em menores.
- 25 de fevereiro de 2022- O Cazaquistão permite que pessoas abertamente LGBT entrem no exército.
- 10 de março de 2022- O Chile legaliza o casamento entre pessoas do mesmo sexo. [53]
- 1 de julho de 2022- A Suíça legaliza o casamento entre pessoas do mesmo sexo. [54]
- 5 de julho de 2022- Antígua e Barbuda descriminaliza a homossexualidade. [55]
- 9 de julho de 2022- A Eslovénia legaliza o casamento entre pessoas do mesmo sexo. [56]
- 29 de agosto de 2022- São Cristóvão e Nevis descriminaliza a homossexualidade. [57]
- 26 de setembro de 2022- Cuba legaliza o casamento entre pessoas do mesmo sexo. [58]
- 26 de outubro de 2022- O último estado do México legaliza o casamento entre pessoas do mesmo sexo. [59]
- 29 de novembro de 2022-  Singapura descriminaliza a homossexualidade. [60]
- 12 de dezembro de 2022- Barbados descriminaliza a homossexualidade. [61]
- 17 de fevereiro de 2023- Andorra legaliza o casamento entre pessoas do mesmo sexo.
- 25 de maio de 2023- O Chipre proíbe a terapia de conversão em menores.
- 1 de junho de 2023- Ilhas Cook descriminalizam a homossexualidade. [62]
- 4 de outubro de 2023- Ilhas Maurícias descriminalizam a homossexualidade. [63]
- 1 de janeiro de 2024- Estónia legaliza o casamento entre pessoas do mesmo sexo. [64]
- 20 de janeiro de 2024- Portugal proíbe a terapia de conversão em menores.
- 16 de fevereiro de 2024- Grécia legaliza o casamento entre pessoas do mesmo sexo.
- 22 de abril de 2024- Dominica descriminaliza a homossexualidade.
- 27 de abril de 2024- Nepal legaliza o casamento entre pessoas do mesmo sexo.
- 27 de abril de 2024- Iraque criminaliza a homossexualidade.